# Тувалу на літніх Олімпійських іграх 2024
Тувалу на літніх Олімпійських іграх 2024 в Парижі, які тривали з 26 липня по 11 серпня 2024 року, представляли 2 спортсмени в одному виді спорту. Ця Олімпіада стала п'ятою, в якій брали участь спортсмени з Тувалу, після дебюту країни на літніх Олімпійських іграх 2008 року.

## Спортсмени
Країну на Олімпійських іграх 2024 року представляли двоє спринтерів, Карало Майбука, який брав участь у чоловічих змаганнях з бігу на 100 метрів, що стало його другою участю в Олімпіаді, оскільки він брав участь у бігу на 100 метрів на літніх Олімпійських іграх 2020 року, встановивши національний рекорд, проте цього не вистачило для виходу в чвертьфінальний забіг, та Темаліні Манатоа, яка брала участь у жіночих змаганнях з бігу на 100 метрів.
До Ігор Майбука тренувався з фіджійськими спринтерами в Південнотихоокеанському університеті в Суві на Фіджі, де розміщуються основні корпуси університету.
На змаганнях Карало Майбука зайняв 7-ме місце у кваліфікаційному забігу на 100 метрів, установивши новий рекорд країни — 11,30 сек; а Темаліні Манатоа зайняла 8-ме місце у жіночому кваліфікаційному забігу на 100 метрів, встановивши кращий особистий час — 14,04 сек; проте обом спортсменам цього виявилось недостатньо для проходження до наступного етапу змагань.